# P.P. Arnold
P.P. 'Pat' Arnold, geboren als Patricia Ann Cole, (Los Angeles, 3 oktober 1946) is een Amerikaanse soulzangeres.

## Carrière
Arnold behoorde tot een familie van gospelzangers en begon te zingen op 4-jarige leeftijd. Aan het begin van de jaren 1960 werkte ze als achtergrondzangeres voor Bobby Day. Iets later kreeg ze van een bekende (Maxine Smith) het aanbod, om samen met Smiths vriendin Gloria Scott de voormalige Ikettes, de achtergrondband van Ike & Tina Turner, te vervangen. De drie zangeressen toerden enige tijd door de Verenigde Staten en gingen in 1966 naar het Verenigd Koninkrijk, waar ze een tournee met The Rolling Stones afwerkten. Mick Jagger was zo onder de indruk van Arnolds stem, dat hij manager Andrew Loog Oldham verzocht om de zangeres een contract aan te bieden bij Immediate Records, waarmee Oldham akkoord ging. Arnold nam afscheid van The Ikettes om in Londen te blijven.
In 1967 verscheen Arnolds debuutalbum The First Lady of Immediate, geproduceerd door Jagger, Oldham en Mike Hurst.  Het lied The First Cut is the Deepest van Cat Stevens werd als single uitgegeven. Veel van haar latere songs bij Immediate, waaronder de hit (If You Think You're) Groovy, werden geschreven door Steve Marriott en Ronnie Lane van The Small Faces, die Arnold ook begeleidden bij enkele opnamen. Als tegenprestatie droeg ze bij aan de achtergrondzang voor Tin Soldier. Bovendien toerde ze in 1968 met de band.
Haar eerste achtergrondband The Blue Jays had The Nice gevolgd. De zangeres toerde ondertussen met grootheden als Jimi Hendrix, The Who, The Kinks, David Bowie en Blind Faith. Haar coverversie van Angel of the Morning werd een grote hit. Maar een weinig later kwam Immediate in de problemen en verdween uiteindelijk van het toneel. Arnold tekende daarop bij Polydor en bracht twee singles uit, die beiden werden geproduceerd door Barry Gibb.
In 1970 speelde Arnold naast P.J. Proby in de rockmusical Catch a Fire en stelde later een nieuwe achtergrondband samen, bestaande uit Tony Ashton, Kim Gardner, Roy Dyke en Steve Howe. Ze begeleidde onder andere Nick Drake in de studio en toerde met Eric Clapton.
In 1978 keerde ze terug in de openbaarheid om weer samen te werken met Barry Gibb. Ze nam ook samen met Andy Gibb een versie op van de Carole King-klassieker Will you love me tomorrow. In 1981 verhuisde ze naar Hollywood en speelde ze mee in enkele tv-series. Tijdens het daaropvolgende jaar keerde ze terug naar het Verenigd Koninkrijk, waar ze met Steel Pulse en The Kane Gang werkte. In 1984 begon ze ook weer met optreden, accepteerde een rol in de musical Starlight Express en zong samen met Boy George voor de soundtrack van de film Electric Dreams.
Later werkte ze samen met artiesten als Peter Gabriel (bij Sledgehammer), The Beatmasters, Dexter Wansel, Loose Ends, The KLF, Ocean Colour Scene, Primal Scream, Chaz Jankel en Roger Waters.

## Privéleven
Ze was getrouwd met de bassist Fuzzy Samuels, waarmee ze terugkeerde naar Los Angeles en een zoon had. Echter het huwelijk werd later weer ontbonden. Iets later verongelukte Arnolds dochter uit een eerder huwelijk bij een auto-ongeluk. Daarop trok Arnold zich voor een aantal jaren terug uit de muziekbusiness.
- Bibliothèque nationale de France: cb13973328h (data)
- Gemeinsame Normdatei: 134316932
- International Standard Name Identifier: 0000 0000 7839 7790
- Library of Congress Control Number: n93112456
- MusicBrainz: b8d00eb5-b12a-4e58-8d0a-0993752be2a3
- Nationale Bibliotheek van Tsjechië: xx0066930
- Nederlandse Thesaurus van Auteursnamen: 070751196
- Virtual International Authority File: 775149198207074940007